# Європейський інвестиційний фонд
Європе́йський інвестиці́йний фонд (англ. European Investment Fund, EIF) — створений 1994 року для фінансування інвестицій у малі й середні підприємства (МСП). Головний акціонер Європейського інвестиційного фонду (ЄІФ) — Європейський інвестиційний банк. Європейський інвестиційний фонд працює з малими й середніми підприємствами не безпосередньо, а через фінансових посередників; його діяльність зосереджена в галузі ризикового капіталу та надання гарантій. Європейський інвестиційний фонд інвестує малі та середні підприємства в межах Європейського Союзу та у країнах-кандидатах.